# Brouwerij Alvinne
Brouwerij Alvinne is een Belgische brouwerij gevestigd in het West-Vlaamse Moen, een deelgemeente van Zwevegem.

## Naam
Naamverklaring door de oprichters: De naam van de brouwerij verwijst naar de Middelnederlandse literatuur, de Ierse elfensprookjes en Grimms mythologie. Men kende er alven en alvinnen, beeldschone gevleugelde vrouwen, maar evenzeer gevallen engelen die den mensch ten val zochten te brengen door hem bede wakende en in drome te verleiden. De verhalen over alvinnen die gezien werden in de moerassen rondom kastelen in Vlaanderen, waaronder dat van Ingelmunster, overtuigden de oprichters van de naamkeuze. De mythische kracht van de alvinnen, het op hol doen slaan van de harten van mannen en vrouwen, proberen de brouwers te verwerken in de recepten van hun bieren en activiteiten.

## Brouwerij
De brouwerij werd opgericht als een vzw door Glenn Castelein en Davy Spiessens. Marc De Keukeleire werd op 1 januari 2010 de derde vennoot, die zijn eigen gist introduceerde, namelijk de Morpheusgist, waarmee nu alle Alvinnebieren gebrouwen worden.
Hun eerste bier, Alvinne Blond, werd al snel gevolgd door een Blond Extra, Bruine en Tripel-variant. Alvinne was tot 2011 een picobrouwerij. Dit hield in dat er slechts in kleine hoeveelheden, een kleine vier hectoliter per keer, werd gebrouwen. De aldaar gebrouwen bieren zijn dan ook slechts in een handvol gespecialiseerde biercafés of in de brouwerij zelf te koop. Tot 2007 was de brouwerij gevestigd in Ingelmunster, daarna verhuisde ze naar Heule.
Om de brouwcapaciteit van 450 hl/jaar naar 1500 hl/jaar te brengen, werd in 2010 een splinternieuwe 20 hl brouwinstallatie (de huidige is 5 hl) aangekocht in China (brouwinstallatie, een CIP en 6 gist/lagertanks). In 2011 verhuisde de brouwerij van Heule naar Moen, waar langs de oever van het kanaal Kortrijk-Bossuit een oud industrieel gebouw gekocht werd. Vanaf juli 2011 startte de productie daar in de nieuwe installatie en op 17 oktober vond de officiële opening plaats.
De brouwerij is gespecialiseerd in craft beer en de bieren zijn verkrijgbaar in meer dan 30 landen in Europa, Amerika, Australië en Azië.

## Productie in opdracht
Brouwerij Alvinne brouwt ook bieren in opdracht voor andere brouwerijen. Zo wordt bier gebrouwen voor het Amerikaanse B. United International Inc. (Zymatore Project), voor Brouwerij Het Alternatief en voor d'Oude Maalderij.

## Bieren

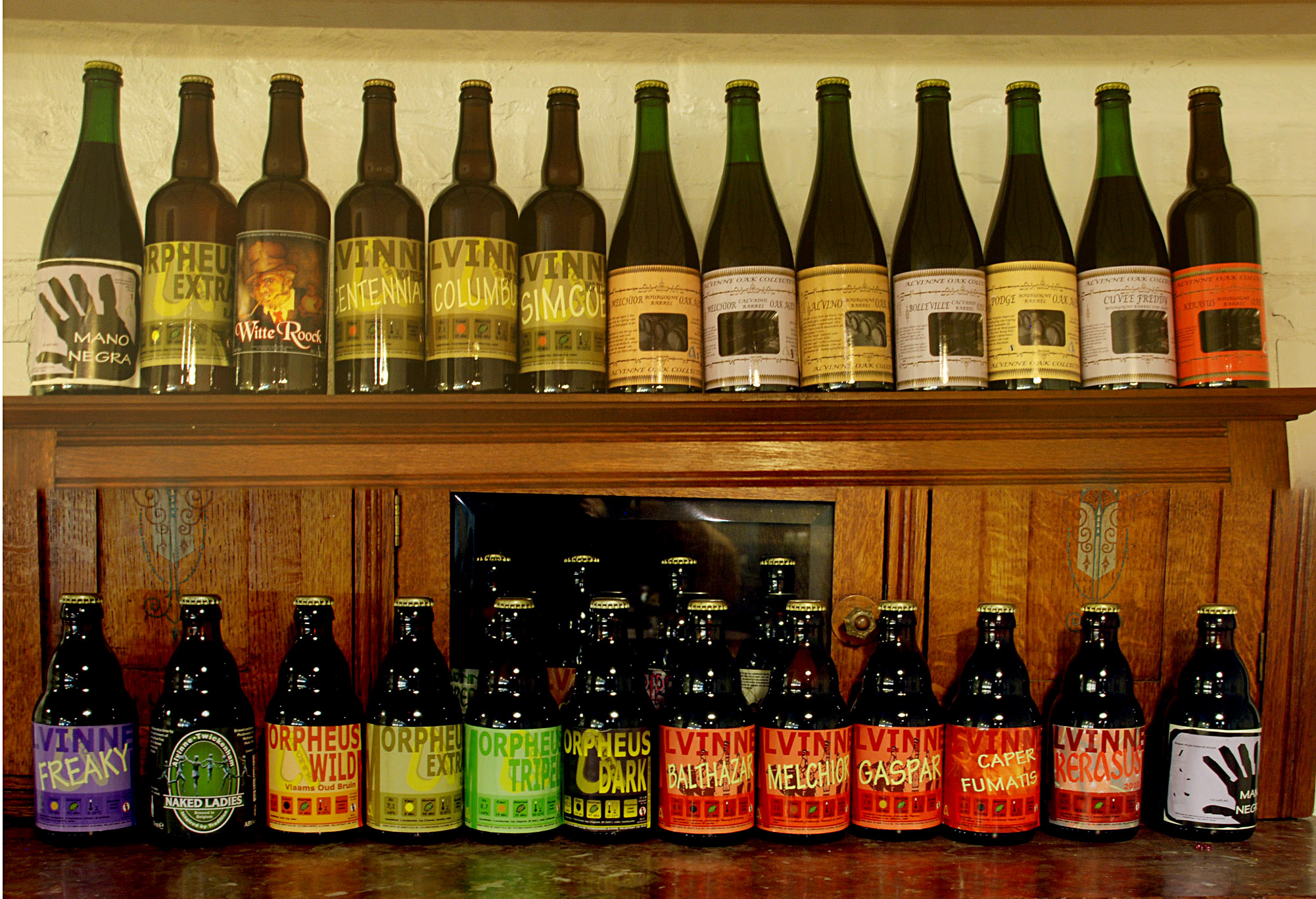
Gamma bieren brouwerij Alvinne

- Alvinne Lex'ke (voorheen Alvinne Blond) - 6,3%
- Alvinne Undressed - Vlaams Oud Bruin - 6,9%
- Festina Lente - 7%
- Podge Belgian Imperial Stout - 10,5%
- Balthazar - 9%
- De Eycken Balthazar - 9%
- Gaspar - 8%
- Melchior - 11% & Melchior Oak aged
- 'n Maurootje - 7%
- Halleschelle - 8,5% (van 2004 tot 2016)
- Caper Fumatis
- Mad Tom - 4%
- Mano Negra
- Naked Ladies, in samenwerking met Twickenham Fine Ales, Londen
- Pipedream
- Freaky & Freaky Dark - 3,8%
- Morpheus Extra RA
- Morpheus Wild - Vlaams oud bruin
- Morpheus Dark
- Morpheus Tripel
- Beer Geek Wedding in Londen City
- Land van Mortagne - quadrupel - 14%
- Kriek van Mortagne - kriekenbier
- Alvinne Oak Collection
  - Podge Oak Aged Stout - 11%
  - Bolleville Calvados Barrel OA
  - Alvino Bourgogne Barrel OA
  - Night Owl - 14,6%
  - Cuvée d'Erpigny - 15%
  - Mano Negra OA (verschillende versies) - 10%
  - Mano Negra Chili Stout (Bourbon Barrel) - 10%
  - Málaga <Zombier> Reserva BA - 13%
- Alvinne Sour Collection
  - Wild West - oak aged - in samenwerking met Brian Stillwater
  - Kerasus - 5,5%
  - Cuvée Freddy
  - Ω (Omega) - 6%
  - Σ (Sigma) - 10%
  - Φ (Phi) - 10%

## Brouwcursussen en voordrachten
Brouwerij Alvinne geeft cursussen voor amateurbrouwers. Na een gedegen theoretische inleiding krijgen de cursisten de gelegenheid hun eigen bier te brouwen. Ter ondersteuning van de biercultuur worden ook voordrachten georganiseerd.